# Crazy Tour
Crazy Tour fue la gira del grupo de música británico de rock Queen realizada en otoño y comienzos de invierno de 1979.
Tras la publicación de Crazy Little Thing Called Love el grupo decidió cambiar la dinámica de conciertos seguida los últimos años, realizando una gira en el Reino Unido, en pequeños locales ante audiencias reducidas. Hay que entender que durante el "Jazz tour", la banda no había realizado conciertos en el Reino Unido, y el lanzamiento de "Crazy Little Thing Called Love" fue una oportunidad propicia para compensar a los fanes británicos. Por otro lado, Freddie Mercury no había tenido un buen desempeño vocal durante el Jazz tour (Desde finales de 1978, hasta mediados de 1979 sufrió de nódulos vocales), y de cierta manera quería reivindicarse. 
Fue de esta manera que luego de un merecido descanso de 6 meses, y recuperado Freddie del problema de sus nódulos vocales, se dio inicio a una gira que actualmente es considerada como legendaria, porque Mercury ofrece sus mejores desempeños vocales, con un vibrato fantástico, y alcanzando fácilmente notas imposibles (sobre C5). Por otro lado, el setlist constituye una perfecta mezcla entre el estilo musical de los 70 y el estilo más pop de los 80, que caracterizaría a Queen en los posteriores álbumes.
Existe una filmación de un concierto de esta gira "El Concierto en Ayuda de la Gente de Camboya" (Hammersmith Odeon 1979) en la cual se puede apreciar el impresionante desempeño del fallecido cantante.
Un dato curioso que hay que mencionar es que ésta fue la última gira en que Freddie aparecería sin bigote; también sería la última gira en donde se escucharía la voz antigua de Freddie: meses después Freddie comenzaría a fumar y, por ende, su voz se volvería más rasposa, aunque adquiriría más fuerza.
Pocas canciones de esta gira de conciertos han sido publicadas oficialmente. Queen Productions tiene gran parte de estos guardados, por lo que la única forma de escuchar gran parte de estos shows es gracias a las grabaciones del público.

## Lista de canciones
- 01. Intro
- 02. We Will Rock You (fast)
- 03. Let Me Entertain You
- 04. Somebody To Love
- 05. Mustapha
- 06. Death On Two Legs (Dedicated To...)
- 07. Killer Queen
- 08. I'm In Love With My Car
- 09. Get Down Make Love
- 10. You're My Best Friend
- 11. Save Me
- 12. Now I'm Here
- 13. Don't Stop Me Now
- 14. Spread Your Wings
- 15. Love Of My Life
- 16. '39
- 17. Keep Yourself Alive
- 18. Drum Solo
- 19. Guitar Solo
- 20. Brighton Rock
- 21. Crazy Little Thing Called Love
- 22. Bohemian Rhapsody
- 23. Tie Your Mother Down
- 24. Sheer Heart Attack
- 25. We Will Rock You
- 26. We Are The Champions
- 27. God Save The Queen

### Canciones interpretadas rara vez
- Jailhouse Rock
- If You Can't Beat Them
- Liar (Fue pedida por el público)
- Fat Bottomed Girls
- Mull Of Kintyre (7/12/1979 Liverpool)
- Silent Night (26/12/1979 London)
- Danny Boy (22/11/1979 Dublin)
- The Millionare Waltz (Intro) (se tocaba entre Mustapha y Death On Two Legs)

## Listado de conciertos
| Fecha                   | Ciudad     | País        | Lugar             |
| ----------------------- | ---------- | ----------- | ----------------- |
| 22 de noviembre de 1979 | Dublín     | Irlanda     | RDS Simmons Hall  |
| 24 de noviembre de 1979 | Birmingham | Reino Unido | NEC               |
| 26 de noviembre de 1979 | Mánchester | Reino Unido | Apollo Theatre    |
| 27 de noviembre de 1979 | Mánchester | Reino Unido | Apollo Theatre    |
| 30 de noviembre de 1979 | Glasgow    | Reino Unido | Apollo Theatre    |
| 1 de diciembre de 1979  | Glasgow    | Reino Unido | Apollo Theatre    |
| 3 de diciembre de 1979  | Newcastle  | Reino Unido | City Hall         |
| 4 de diciembre de 1979  | Newcastle  | Reino Unido | City Hall         |
| 6 de diciembre de 1979  | Liverpool  | Reino Unido | Empire Theatre    |
| 7 de diciembre de 1979  | Liverpool  | Reino Unido | Empire Theatre    |
| 9 de diciembre de 1979  | Bristol    | Reino Unido | Hippodrome        |
| 10 de diciembre de 1979 | Brighton   | Reino Unido | Centre            |
| 11 de diciembre de 1979 | Brighton   | Reino Unido | Centre            |
| 13 de diciembre de 1979 | Londres    | Reino Unido | Lyceum Ballroom   |
| 14 de diciembre de 1979 | Londres    | Reino Unido | Rainbow Theatre   |
| 17 de diciembre de 1979 | Londres    | Reino Unido | Purley Tiffany's  |
| 19 de diciembre de 1979 | Londres    | Reino Unido | Tottenham Mayfair |
| 20 de diciembre de 1979 | Londres    | Reino Unido | Lewisham Odeon    |
| 22 de diciembre de 1979 | Londres    | Reino Unido | Alexandra Palace  |
| 26 de diciembre de 1979 | Londres    | Reino Unido | Hammersmith Odeon |